# Questembert
Questembert (tiếng Breton: Kistreberzh) là một xã ở tỉnh Morbihan trong vùng Bretagne tây bắc Pháp. Xã này có diện tích 66,38 km², dân số năm 1999 là 5727 người. Khu vực này có độ cao trung bình 100 mét trên mực nước biển.
Cư dân của Questembert danh xưng trong tiếng Pháp là Questembertois.

## Tiếng Bretagne
Năm 2007, có 2,7% trẻ em học trường song ngữ ở cấp tiểu học.